# تيتسويا أوكرا
تيتسويا أُوگُرا (باليابانية: 小椋 哲也) (26 أغسطس 1970 في كاناغاوا في اليابان – )؛ هو لاعب كرة قدم ياباني سابق كان يلعب كمدافع.

## وصلات خارجية
- تيتسويا أوكرا على موقع رابطة كرة القدم اليابانية للمحترفين (اليابانية)
- تيتسويا أوكرا على موقع عالم كرة القدم.نت (الإنجليزية)